# Belén de Umbría
Belén de Umbría è un comune della Colombia facente parte del dipartimento di Risaralda.
L'abitato venne fondato da Antonio María Hoyos Gómez, Jose María Londoño, Isidro Flórez e altri coloni nel 1890.